# Corte marziale (Hassel)
Corte marziale è un romanzo dello scrittore danese Sven Hassel e pubblicato nel 1979 col titolo Court Martial, distribuito da Longanesi in Italia nel 1980.
Nelle prime pagine si legge "Alla memoria di Ernst Ruben Laguksen, comandante del Reggimento corazzato finlandese Dragoni di Nyland" e "Questo libro è dedicato alla città di Barcellona dove ho incontrato un'ospitalità davvero incomparabile e dove ho scritto la maggior parte dei miei libri".

## Trama
Sven Hassel torna coi suoi commilitoni: "Il Vecchio", Fratellino, Porta, Heide, Barcelona, Gregor Martin, un commando di fanti tedeschi inquadrati in un battaglione di disciplina, reparto punitivo composto di criminali e dissidenti, ma valorosi e capaci, per niente vicini alla dottrina hitleriana.
In questa avventura la sezione di Sven si trova a poche centinaia di chilometri dal circolo polare artico, impegnata in un'azione di sabotaggio dietro le linee russe. L'operazione - che consiste nel far saltare un ponte - riesce, per quanto a prezzo di gravi perdite, ma il contingente si trova presto circondato dai vendicativi russi. Il comandante, l'Oberst Frick, decide di tentare di rompere l'accerchiamento suddividendo le truppe in tre parti, abbandonando alla speranza i feriti, numerosi e già condannati.
La sortita ha successo, e parte del contingente riesce a rientrare dietro le linee tedesche, ove però la corte marziale attende l'Oberst Frick e l'Oberleutnant Wisling. I due finiscono a Torgau.
La sezione di Sven, dopo il rientro ed un breve riposo, è chiamata a compiere un'esecuzione. All'esecuzione troveranno proprio l'Oberst Frick, assieme ad altri tre malcapitati. La descrizione dell'esecuzione, soprattutto l'attesa, è forse la parte più significativa del libro. Tanta è la capacità descrittiva di Sven Hassel che il confine tra vittime e carnefici incredibilmente sfuma, e ci troviamo ad immaginare un plotone d'esecuzione nazista non ligio, formale e spietato come pensavamo, ma tra vomiti, svenimenti e insubordinazioni.
Wisling, invece, non muore in questa circostanza. Tenterà la fuga, ma sarà riacciuffato pochi giorni dopo dalla Kripo. 
Intanto, Porta e Fratellino si occupano di un tipo della polizia militare, che li ricatta. Per ammazzarlo, useranno persino una lince.
Gli eroi tornano poi nell'artico, dove fanno saltare la base segreta di Nova Petrovsk. Nella rocambolesca fuga per rientrare nelle linee tedesche, entrano in un piccolo villaggio russo. Per difendersi dagli inseguitori, su slitte corazzate, useranno un vecchio cannone austriaco.